# Susan Hoecke
Susan Hoecke est une actrice et mannequin allemande née le 23 juillet 1981 à Berlin.

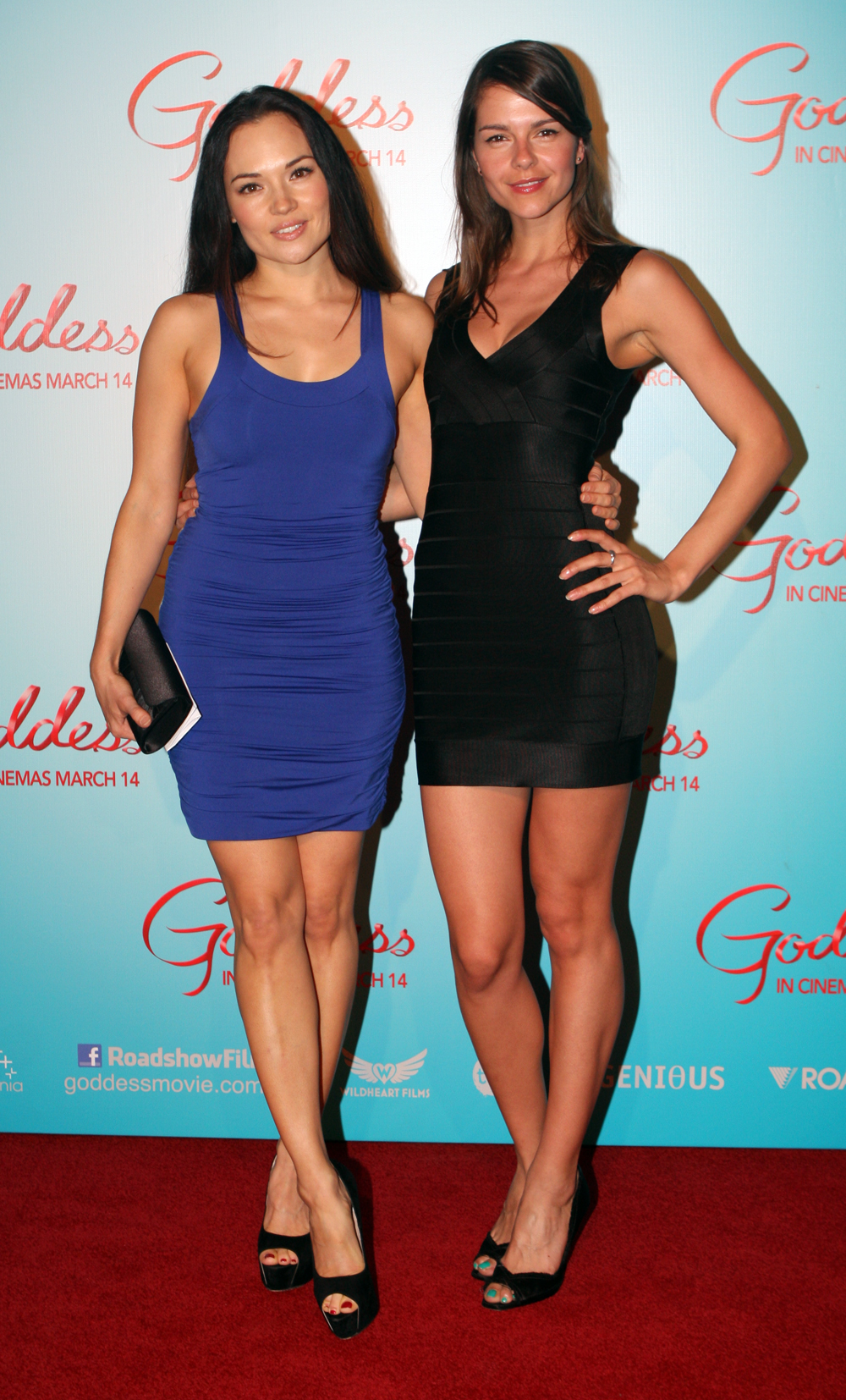
Susan Hoecke en 2013 (à droite) avec Tasneem Roc.

## Filmographie
- 2004-2007 : College Party (TV) : Billy
- 2005 : Sex Up - ich könnt' schon wieder (TV) : Natascha
- 2005 : Crazy Partners (TV) : Bea
- 2005 : Bewegte Männer (TV) : Junge Mutter
- 2006 : Le Destin de Lisa (TV) : La top modèle Magdalena
- 2006 : In aller Freundschaft (TV) : Julia Ehling
- 2007-2008 : Le Tourbillon de l’amour (TV) : Viktoria Tarrasch
- 2009 : Der Lehrer (TV) : Corinna Sabic
- 2010 : The sweet Shop : Simone
- 2015 : Alerte Cobra (TV) : Helen : Saison 30 épisode 5 " Victimes de la Mode"
- Isabel Frings, Saison 37 (épisodes 3 à 8) et Saison 38 (épisodes 1 et 2)